# Himmelreich (Hannover)

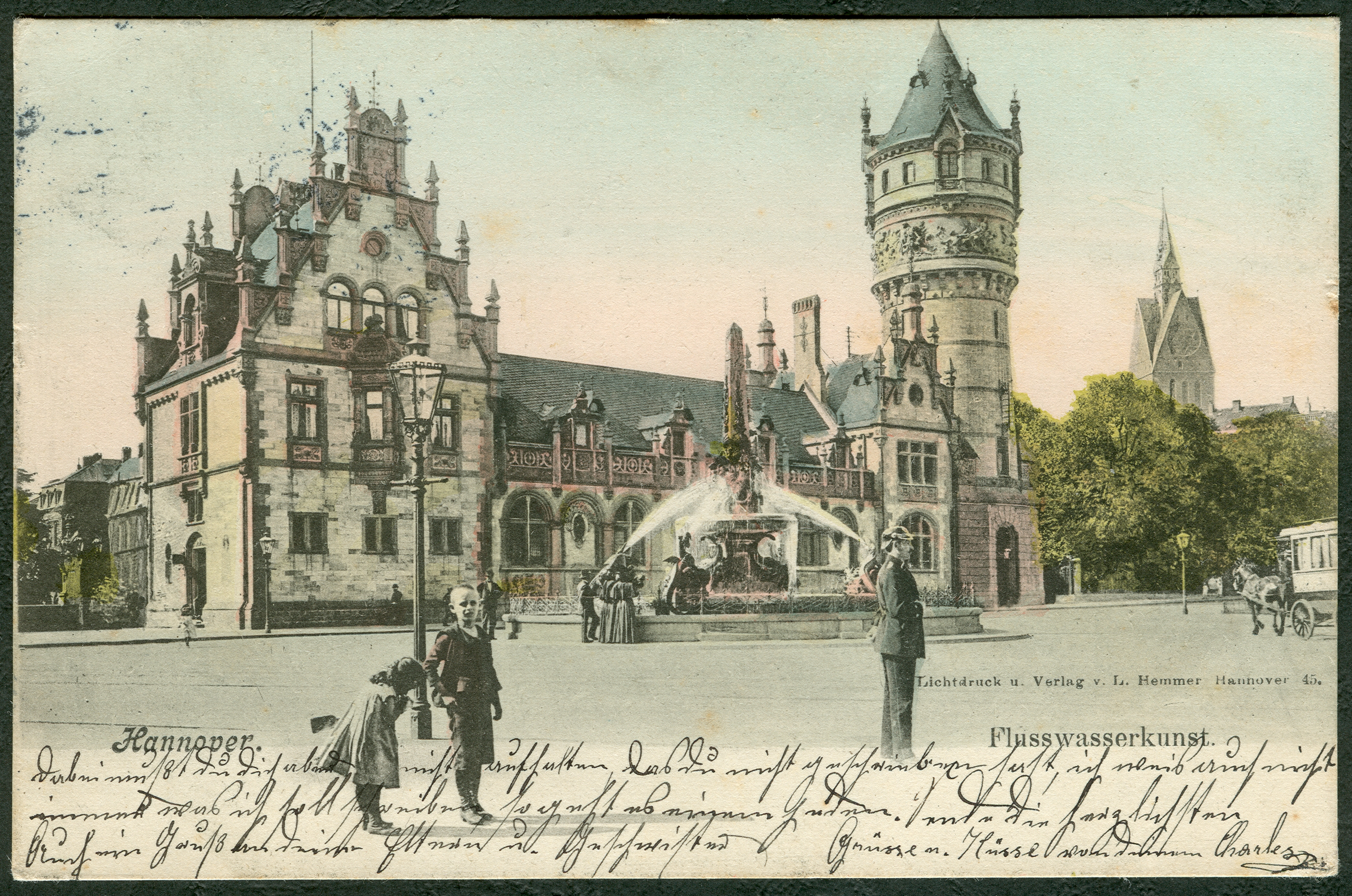
Himmelreich, Monumentalbrunnen und Flusswasserkunst;
Ansichtskarte Nummer 45 von Ludwig Hemmer, um 1900

Das Himmelreich (auch: Am Himmelreich) in Hannover war der Name eines kleinen Platzes zwischen dem Friederikenplatz und dem Friedrichswall.

## Geschichte

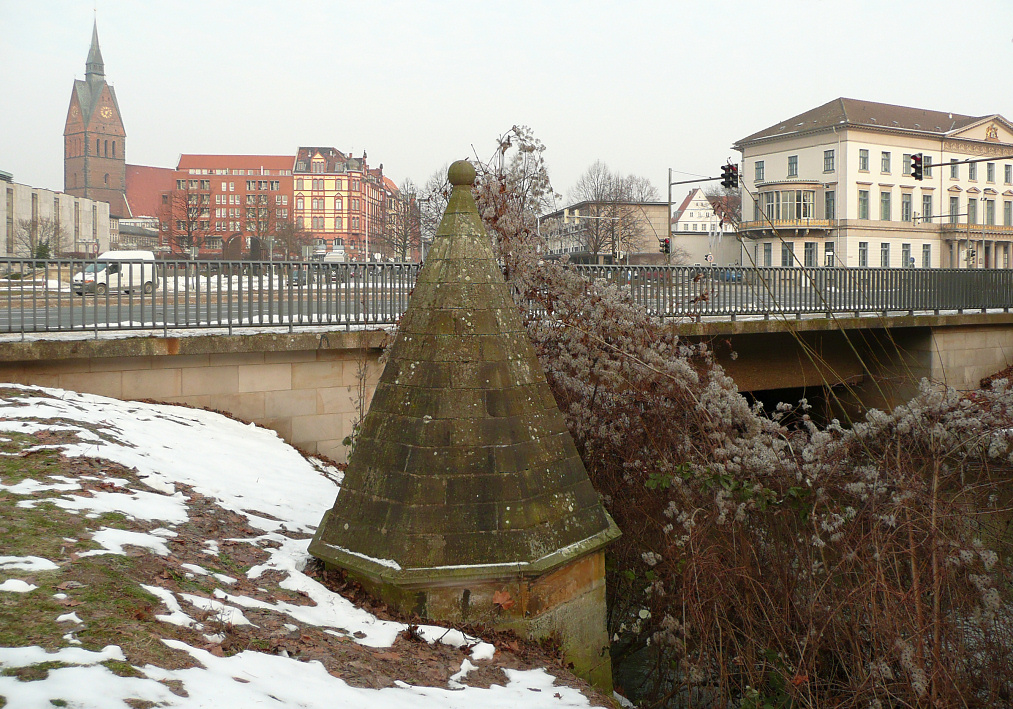
Das um 1588 errichtete Sieltürmchen als Teil der alten Stadtbefestigung Hannovers an der Leine vor dem Himmelreich

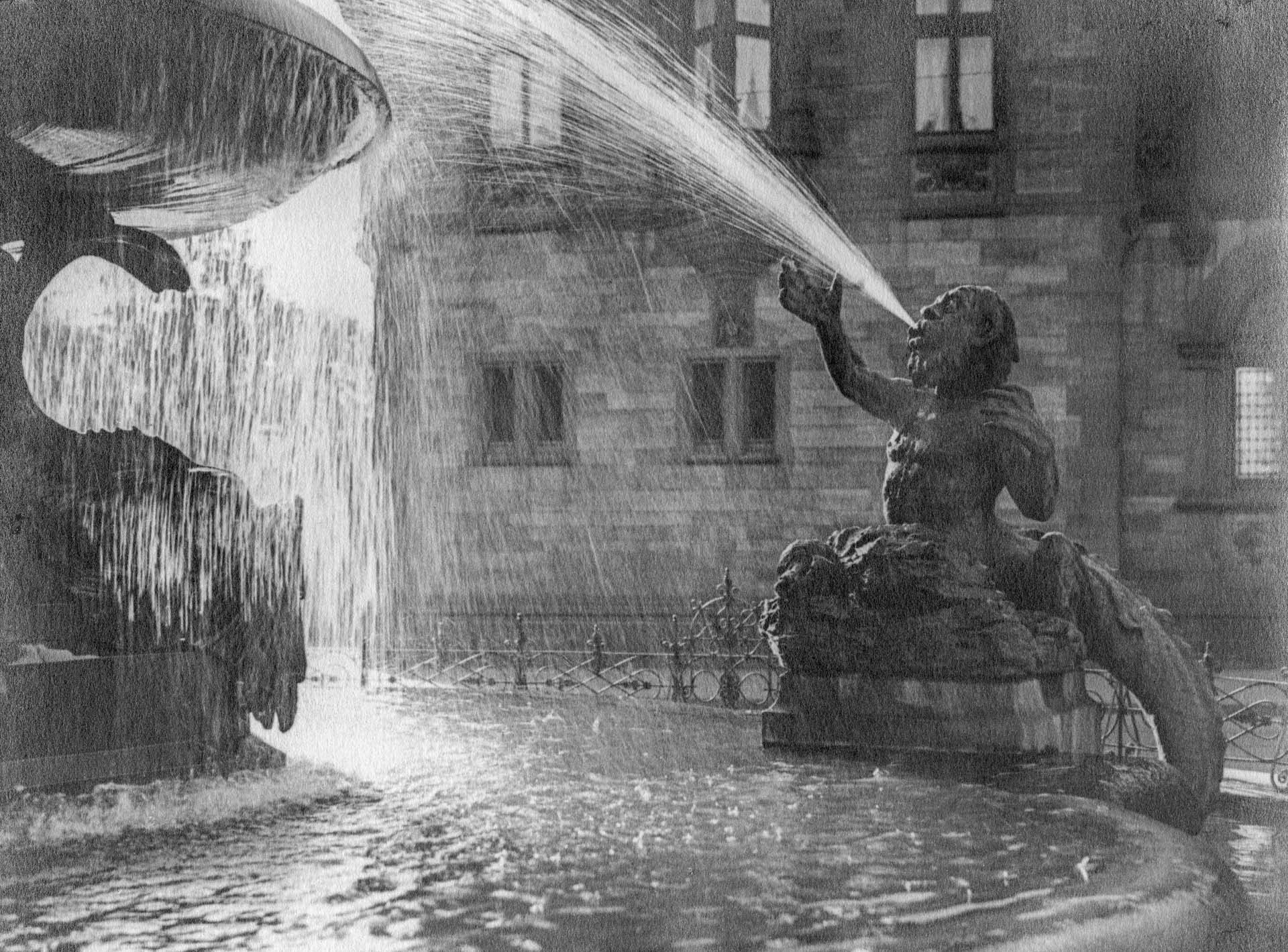
Erich Voigt – Foto vom Monumentalbrunnen vor der Flusswasserkunst, Himmelreich/Hannover, ca. April 1934

Das Himmelreich erhielt seinen Namen nach einer dort ehemals befindlichen Bastion der ehemaligen Stadtbefestigung Hannovers. Der Platz lag somit anfänglich in einer Randlage der Stadt, unmittelbar an der Stelle, an der der Hauptarm der Leine zwischen der schon Anfang des 13. Jahrhunderts errichteten Klickmühle und dem um 1588 errichteten, heute denkmalgeschützten Sieltürmchen die Befestigungsanlagen durchfloss.

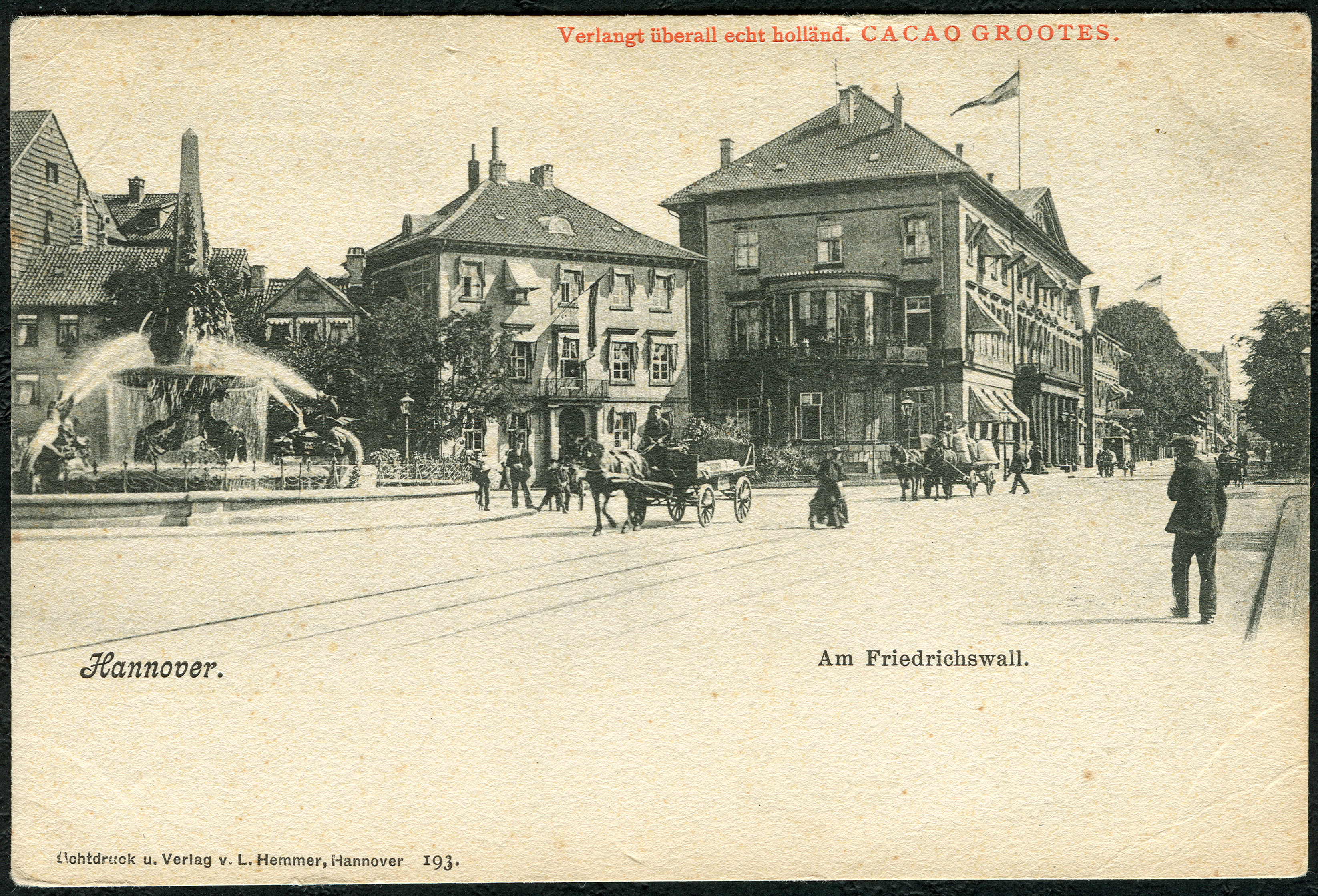
Blick in Richtung Wangenheim-Palais mit dem Wohnhaus von Diederich Christian Ludwig Witting;
Ansichtskarte 193 von Ludwig Hemmer, um 1900

Nachdem sich der Baumeister, Hofbaurat und Vorgesetzte von Georg Ludwig Friedrich Laves, Diederich Christian Ludwig Witting „Am Himmelreich“ 1821 bis 1823 ein eigenes Wohnhaus errichtet hatte, wurde daneben, ebenfalls an der Ostseite des Platzes, 1833 das Wangenheim-Palais errichtet. Doch erst der Durchbruch der Karmarschstraße quer durch die jahrhundertealten Straßenzüge Oster-, Markt-, Köbelinger- und Leinstraße in den Jahren von 1880 bis 1889 löste den Platz aus seiner Randlage heraus. Hier nun sollte ein repräsentativer neuer Stadteingang entstehen: An der Westseite des Himmelreiches erhielt der Plan des Architekten Hubert Stier nach einem Architektenwettbewerb 1895 den Zuschlag, bis 1898 wurde hier die Flusswasserkunst errichtet. Zeitgleich wurde nach Plänen von Karl Gundelach eine aufwändige Brunnenanlage auf dem Platz errichtet.
Obwohl die Luftangriffe auf Hannover im Zweiten Weltkrieg den Bauwerken rund um den Platz vergleichsweise mäßige Schäden zufügten, wurde trotz heftigen Protestes seitens der Bevölkerung die Flusswasserkunst abgebrochen. So sollte die städtebauliche Einbindung des im ausgebombten Leineschloss eingerichteten Niedersächsischen Landtages gelingen.
Zuvor war im Zuge der Anlage einer autogerechten Stadt der vor dem Himmelreich liegende Friederikenplatz 1955 als Verkehrskreisel angelegt worden in der Straßenführung des neu angelegten Leibnizufers und der vom Waterlooplatz kommenden Lavesallee; der Kreisel wurde 1966 schließlich zu einer Kreuzung umgebaut, wobei auch am Friederikenplatz beinahe sämtliche Reste der historischen Platzanlage verschwanden.
Die Schale des ehemaligen Monumentalbrunnens wurde 1966 für einen Brunnenneubau auf dem Klagesmarkt gegenüber der Christuskirche wiederverwendet.

## Erhaltene Kulturgüter

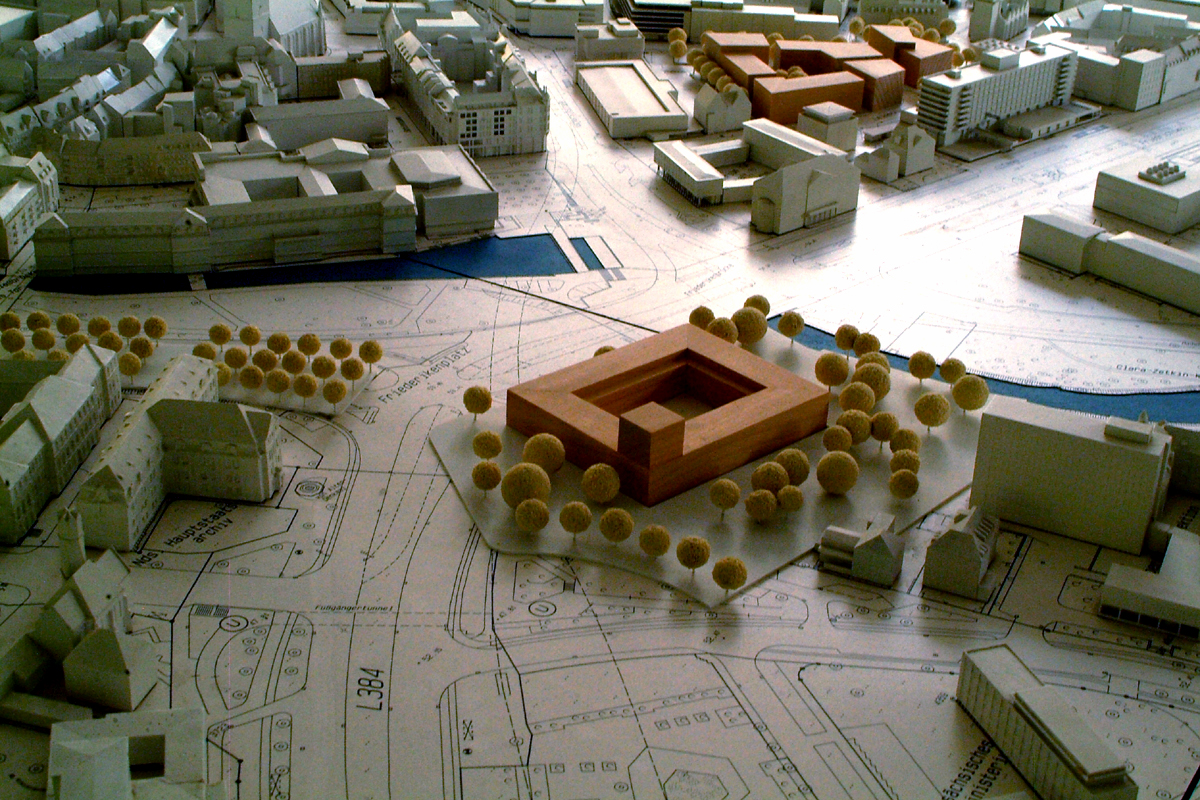
Neubau-Modelle (braun) rund um das ehemalige Himmelreich im Zuge von Hannover City 2020 +

Insbesondere das Historische Museum am Hohen Ufer ist im Besitz etlicher Kulturgüter etwa mit Bezug zum Himmelreich. So finden sich beispielsweise in dem lange ausverkauften Buch Alt-Hannover ... (siehe Literatur) mehrere vergleichsweise bescheidene Kopien mit thematisch relevanten Zeichnungen, Stichen und Lithographien verschiedener Künstler.